# Cataulacus nenassus
Cataulacus nenassus é uma espécie de formiga do gênero Cataulacus, pertencente à subfamília Myrmicinae.